# Фабер, Петер
Петер Фабер (нидерл. Peter Faber, 9 октября 1943) — нидерландский актёр театра и кино.

## Биография
Родился 9 октября 1943 года в Шварценбахе, Германия.
Дебютировал в кино в возрасте пяти лет - «Warning to Wantons» (1948). Сыграл более 60-ти ролей.
Преподавал актёрское мастерство сразу в нескольких учебных заведений Амстердама — Музыкальной Академии Франка Сандерса, Theaterschool, и Kleinkunst Academie. В 2009 году основал благотворительный Фонд Петера Фабера.

## Избранная фильмография
- 1960 — Коллеги, прекратите шум
- 1961 — Девушка в витрине
- 1975 — Кити-вертихвостка — Георг
- 1975 — Рыжая Син — Геррит ван Бюрен
- 1975 — На переезде
- 1976 — Макс Хавелар — Макс Хавелар
- 1977 — Мост слишком далеко — капитан Гарри Бестербрёртье
- 1977 — Оранжевый солдат — Уилл Достгарде
- 1978 — Кемпинг — Гюс
- 1984 — Циске по прозвищу «Крыса» — отец Кор
- 1985 — Пол Шевролет и последняя галлюцинация — Леопольд/Пол Шевролет
- 2011 — Клаустрофобия — доктор Ментинк

## Награды
- Голландская театральная премия «Louis d’Or», 1975, 1991.